# Форд, Люк
Люк Форд (англ. Luke Ford; род. 26 марта 1981, Ванкувер, Канада) — австралийский актер канадского происхождения.

## Биография
Люк Форд родился в Ванкувере, Британская Колумбия, Канада, но вырос в Сиднее, Австралия. Учился в школе в Вестмеде, Сидней. Работал в гостинице Уинстон Хиллс, а также непродолжительное время в Universal Magazines в Норд Райде. Форд изучал актёрское мастерство в The Actor’s Pulse в Сиднее, став одним из первых выпускников школы. В 2002 году он окончил The Actors Pulse и получил премию «студент года». Впоследствии между кино и телевизионной работой он стал преподавать в школе актёрского мастерства.

## Карьера
Форд начал профессиональную актёрскую деятельность на австралийском телевидении. Он снялся как приглашённый артист в сериалеВодные крысы, а потом в сериалах Дочери Маклеод, Дома и в гостях, Стингеры, Экстренные новости и Все святые. Также с Томом Беренджером он снялся в «The Junction Boys», в роли Ификла в мини-сериале телеканала NBC Геркулес, а также в непродолжительном австралийском сериале «Headland».
За роль Крейга Вудлэнда в «Дочерях Маклеод» Форд номинировался на премию Logie в номинации «лучший новый талант».
Карьера Форда в кино началась с выхода в 2006 году австралийского фильма Kokoda, в котором он сыграл Бёрка — солдата, убитого на маршруте Kokoda Trail.
Следующим его фильмом стала работа совместно с Тони Коллетт в фильме «Чёрный шар», за которую он в 2008 году получил премию Австралийской академии кино и телевизионных искусств в номинации «за лучшую мужскую роль второго плана». В фильме Форд сыграл Чарли Моллисона — парня, страдающего аутизмом и синдромом дефицита внимания. Форд потратил шесть месяцев на изучение и вживание в роль, включая завязывание бесед на улицах Сиднея для определения эффективности характеристик его персонажа. Премьера «Чёрного шара» состоялась на Берлинском кинофестивале, где Форду была вручена награда Хрустальный медведь.
Сразу после «Чёрного шара» Форд подписался на роль в третьем фильме из цикла «Мумия» — «Мумия: Гробница императора драконов». В фильме Форд сыграл персонажа Алекса О’Коннелла, картина вышла в США 1 августа 2008.
В 2009 он сыграл в «3 Acts of Murder» и «Ghost Machine».
В 2010 и 2011 годах он исполнял роли в нескольких австралийских фильмах, включая «Царство животных», «Рыжий Пёс» и «Лицом к лицу».

## Фильмография
| Год       | Фильм                               | Роль                       |
| --------- | ----------------------------------- | -------------------------- |
| 1996-2001 | Водные крысы (сериал)               | Харли                      |
| 2001-2003 | Дочери Макледона(ТВ)                | Крег                       |
| 2002      | Линия Нападение (ТВ)                | Пег                        |
| 2005      | Геркулес (ТВ)                       | Ипхилиус                   |
| 2006      | Кокода                              | Брук                       |
| 2008      | Чёрный шар                          | Чарли Моллисон             |
| 2008      | Мумия: Гробница императора драконов | Александр «Алекс» О`Коннел |
| 2009      | Царство животных                    | Даррен Коуди               |
| 2009      | Призрачная машина                   | Вик                        |
| 2010      | Номер (ТВ)                          | Зак                        |
| 2010      | Лицо в лице (ТВ)                    | Уэин                       |
| 2011      | Рыжий Пёс                           | Томас                      |
| 2013      | Земля Чарли                         | полицейский Люк            |
| 2016      | Дитя Осириса                        | Билл                       |
| 2017-2019 | Другой парень                       | Генри                      |
| 2024      | Боец. Лучший из лучших              | Виктор                     |

## Награды и номинации

### Номинации
- «Кинокритики Австралии»
  - 2009 — Лучший актёр второго плана за фильм «Чёрный шар»

### Награды
- Australian Film Institute (AFI Award)
  - 2008 — Лучший актёр второго плана за фильм «Чёрный шар»